# Coton de Tuléar

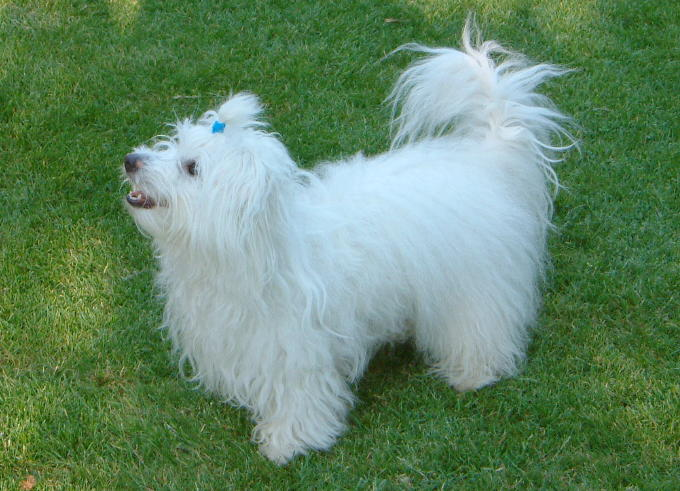
Dezelfde hond; nu staand en met een strikje in zijn haar

De Coton de Tuléar is een kleine witte gezelschapshond. Hij dankt zijn naam aan de structuur van zijn vacht, die katoenachtig moet aanvoelen, en aan de plaats waar hij vandaan komt, te weten de stad Tuléar op het eiland Madagaskar.
Het gemiddelde gewicht van de Coton is voor zowel de reu als de teef 6 kilo. De vacht van de Coton is halflang tot lang. Wit van kleur, met mogelijk hier en daar een zweem van champagnekleur of lichtgrijs met name aan de oren. Hij behoeft weinig verzorging als we het hebben over trimwerk, wel moet hij regelmatig geborsteld worden.
Vaak noemt men hem de clown onder de honden, een naam die hij zeker eer aan doet, zowel qua uiterlijk als qua karakter. De Coton heeft een vrolijk en open karakter, is leergierig maar behoeft een consequente opvoeding. De Coton is ook waaks.
De Coton kan goed omgaan met kinderen, maar doordat ze met hun pittige karakter niet snel zullen piepen is wel de nodige voorzichtigheid bij te ruig spelen geboden. De Coton is beslist geen doetje en als hij onraad ruikt zal hij zich dan ook zeker laten horen. De hele dag alleen thuis vindt de Coton net als vele andere gezelschapshonden absoluut niet prettig.
Oorspronkelijk werd de Coton gebruikt als rattenvanger op schepen. Ze werden losgelaten in het scheepsruim en moesten ervoor zorgen dat de rattenpopulatie zich niet te veel uitbreidde, om de goederen en het voedsel in goede staat te houden en de ziektes te beperken. Het is ook op deze manier dat ze ooit op Madagaskar terechtkwamen.
Bichon frisé ·
Bolognezer ·
Bostonterriër ·
Cavalier-kingcharlesspaniël ·
Chihuahua ·
Chinese gekuifde naakthond ·
Coton de Tuléar ·
Épagneul nain continental ·
Franse buldog ·
Franse poedel ·
Griffon belge ·
Griffon bruxellois ·
Havanezer ·
Japanse spaniël ·
Kingcharlesspaniël ·
Kromfohrländer ·
Leeuwhondje ·
Lhasa Apso ·
Maltezer ·
Markiesje ·
Mopshond ·
Pekingees ·
Petit brabançon ·
Prazsky krysarik ·
Russische toyterriër ·
Shih tzu ·
Tibetaanse spaniël ·
Tibetaanse terriër